# قرار مجلس الأمن التابع للأمم المتحدة رقم 969
قرار مجلس الأمن التابع للأمم المتحدة رقم 969، المتخذ بالإجماع في 21 كانون الأول / ديسمبر 1994، بعد التذكير بالقرارات 186 (1964)، 831 (1993) و889 (1993)، عبر المجلس عن قلقه إزاء عدم إحراز تقدم في النزاع السياسي في قبرص ومدد ولاية قوة الأمم المتحدة لحفظ السلام في قبرص حتى 30 يونيو 1995.
وفي معرض استعراضه لتقرير الأمين العام بطرس بطرس غالي، دعا المجلس السلطات العسكرية في كلا الجانبين إلى ضمان عدم وقوع أي حوادث على طول المنطقة العازلة والتعاون مع قوة الأمم المتحدة لحفظ السلام في قبرص، لا سيما فيما يتعلق بتوسيع اتفاقية عدم التشغيل لعام 1989 لتغطية جميع مناطق المنطقة العازلة. وطُلب من الأمين العام أن يبقي هيكل قوة حفظ السلام وقوامها قيد الاستعراض بهدف إعادة هيكلتها إذا لزم الأمر.
تم حث جميع الأطراف المعنية على الالتزام بخفض القوات الأجنبية في قبرص وخفض الإنفاق الدفاعي، كخطوة أولى نحو انسحاب القوات غير القبرصية على النحو المقترح في "مجموعة الأفكار". كما طلب القرار من الأطراف، وفقًا للقرار 839 (1993)، الدخول في مناقشات بهدف حظر الذخيرة الحية وإطلاق النار من الأسلحة داخل نطاق المنطقة العازلة. تم حث قادة قبرص وشمال قبرص على تعزيز التسامح والمصالحة بين الطائفتين، ورحب بجهود الأمين العام للحفاظ على الاتصالات مع كلا الزعيمين.
وطُلب من الأمين العام أن يقدم تقريراً إلى المجلس بحلول 15 حزيران / يونيو 1995 بشأن التطورات في الجزيرة.

## روابط خارجية
- نص القرار في undocs.org